# 女性省
女性省（じょせいしょう、Ministry of Women's Affairs）は女性の地位向上を目指して政府内に作られた省庁。
欧米ではカナダ、ドイツ、オーストラリア、アジアでは韓国、タイ、ベトナム、フィリピン、バングラデシュなど、多数の国に存在する。大臣には女性が就くことが多い。

## 女性問題を取り扱う省庁・部門のある国・地域
- アゼルバイジャンen:State Committee for Family, Women and Children Affairs (Azerbaijan)
- アフガニスタンen:Ministry of Women's Affairs (Afghanistan)
- イラン
- インド
- インドネシア
- オーストラリアen:Minister for the Status of Women (Australia)
- 韓国
- カンボジアen:Federal institutions of Cambodia
- 北マリアナ諸島
- キリバス
- グアム
- クック諸島
- サモア
- シンガポール
- ジンバブエen:Ministry of Women's Affairs, Gender and Community Development (Zimbabwe)
- スリランカ
- ソロモン諸島
- タイ
- 中国
- ツバル
- トンガ
- ナイジェリアen:Nigerian Ministry of Women Affairs
- ニウエ
- 日本
- ニュージーランドen:Ministry of Women's Affairs (New Zealand)
- ネパール
- パキスタン
- バヌアツ
- パプアニューギニア
- パラオ
- バングラデシュ
- フィジー
- フィリピン
- ブータン
- フランス領ポリネシア
- ブルネイ
- ベトナム
- ペルーen:Ministry of Women and Social Development (Peru)
- 香港
- マーシャル諸島
- マカオ
- マレーシアen:Ministry of Women, Family and Community Development (Malaysia)
- ミクロネシア連邦
- モルディブ
- モンゴル
- ラオス

## 日本の女性省
内閣府の内部部局である男女共同参画局が、日本の女性省に相当する。